# Гонка героев
Гонка Героев — российский экстремальный забег с препятствиями по пересеченной местности, организованный «Лигой героев». Руководитель проекта – Ксения Шойгу.

## История
В 2013 году прошла первая тестовая Гонка Героев на военном полигоне «Алабино», которая собрала около 300 участников.
В 2014 году забег собрал в Москве около 10 000 участников и зрителей.
В 2015 году Гонка Героев состоялась в 7 городах-участниках, в которых суммарно прошло 50 экстремальных забегов: Москва, Санкт-Петербург, Казань, Владивосток, Калининград, Челябинск, Екатеринбург. Всего около 50 000 участников и зрителей.
В 2016 году мероприятие прошло в 16 городах: Москва, Санкт-Петербург, Казань, Владивосток, Калининград, Челябинск, Екатеринбург, Тюмень, Крым, Хабаровск, Новосибирск, Самара, Улан-Удэ, Ульяновск, Тула, Петропавловск-Камчатский. Всего около 250 000 участников и зрителей.
В 2017 году мероприятие прошло в 17 городах: Москва, Санкт-Петербург, Казань, Челябинск, Екатеринбург, Тюмень, Крым, Хабаровск, Новосибирск, Самара, Красноярск, Брянск, Тула, Петропавловск-Камчатский, Владивосток, Грозный, Баку. Собрано 485 000 участников и зрителей.
В 2018 году в мероприятии примут участие 13 городов: Москва, Санкт-Петербург, Казань, Владивосток, Челябинск, Екатеринбург, Тула, Самара, Крым, Грозный, Новосибирск, Хабаровск, Петропавловск-Камчатский.
Партнёрами забега стали компании «Toyota», «Матч ТВ», «World class», «Шишкин лес», «Газпром-медиа».
В 2019 году – в Гонка Героев прошла в 12 городах: Москва, Санкт-Петербург, Екатеринбург, Владивосток, Казань, Челябинск, Новосибирск, Тула, Самара, Петропавловск-Камчатский. Общее количество участников - 30 000.
В 2020 году – Гонка Героев прошла в 9 городах: Москва, Санкт-Петербург, Екатеринбург, Владивосток, Казань, Челябинск, Новосибирск, Тула, Самара. Общее количество участников – 18 300.
В 2021 году – Гонка Героев прошла в 9 городах: Москва, Санкт-Петербург, Екатеринбург, Владивосток, Казань, Челябинск, Новосибирск, Тула, Самара. Общее количество участников – 26 000.
В 2022 году – впервые состоялся официальный Чемпионат по гонкам с препятствиями, который собрал более 100 сильнейших спортсменов из 24 регионов России.
Первыми чемпионами России по гонкам с препятствиями в категории для мужчин стали: Сергей Перелыгин, показав лучший результат, Илья Рыдаев и Олег Балацкий.  В категории для женщин: первая - Алиса Петрова, Наталья Студеникина и Светлана Филипова. В этом же году российские спортсмены заняли призовые места на соревнованиях по гонкам с препятствиями в Италии. В 2022 году полностью обновили трассу в 3 городах (выстроены новые конструкции, добавлены испытания): Москва, Владивосток , Екатеринбург

## Участие
Для участия в Гонке Героев требуется покупка билета на официальном сайте проекта, цена зависит от места проведения. Участие может принять любой желающий старше 18 лет. Из бегунов формируются команды, возможно участие в индивидуальном зачете. Участники награждаются жетоном на стальной цепочке.

## Форматы

### Гонка Героев
Мероприятие проходит на двух типах локаций: на военных полигонах (при поддержке Министерства обороны РФ) и на гражданских территориях. Также в рамках Гонки Героев проводятся корпоративные дни, в которых принимают участие представители бизнес-структур на коммерческой основе.
Главная особенность мероприятия на военном полигоне — реалистичные боевые имитации: стрельба холостыми, дымовые завесы. Одно из испытаний — проползти под танком.
Гражданский формат экстремального забега с препятствиями проводится на горнолыжных курортах, в парках отдыха, в горах и долинах.
Среди препятствий, которые участникам необходимо преодолеть: «рукоходы», скалодромы, «тропа разведчика», трамплины, «тарзанки» и множество других. Порядок прохождения испытаний уникален для каждой локации.

### Гонка Героев Зима
Формат, проводящийся в зимнее время на гражданской территории. Отличительная особенность — препятствия, созданные при использовании снега и льда. Хронология проведения проекта:
- 2016 год — стадион «Открытие Арена» в Москве.[25]
- 2017 год — ландшафтный парк «Митино» в Москве, горнолыжный курорт «Шерегеш» в Кемеровской области.[26]
- 2018 год — гребной канал «Крылатское» в Москве,[27] всесезонный курорт «Игора» в Санкт-Петербурге.[28]
- 2019 год – ландшафтный парк Митино и всесезонный курорт «Игора» в Санкт-Петербурге.
- 2020 год – всесезонный курорт «Игора» в Санкт-Петербурге[29], полигон «Алабино» в Подмосковье[30]
- 2021 год – полигон «Алабино» в Подмосковье[31]
- 2022 год – полигон «Алабино» в Подмосковье[32]
- 2023 год – полигон «Песочненский» в Санкт-Петербурге

За время существования формата в нём приняли участие более 7 000 человек.

### Гонка Героев Ночь
Ночной формат экстремального забега с препятствиями. Первая серия тестовых ночных забегов прошла в 2016 году. В регионы формат вышел в 2017 и прошёл в Москве, Санкт-Петербурге и Новосибирске. Световое шоу, факелы и люминесцентная разметка являются обязательными атрибутами формата.

### Гонка Героев Урбан

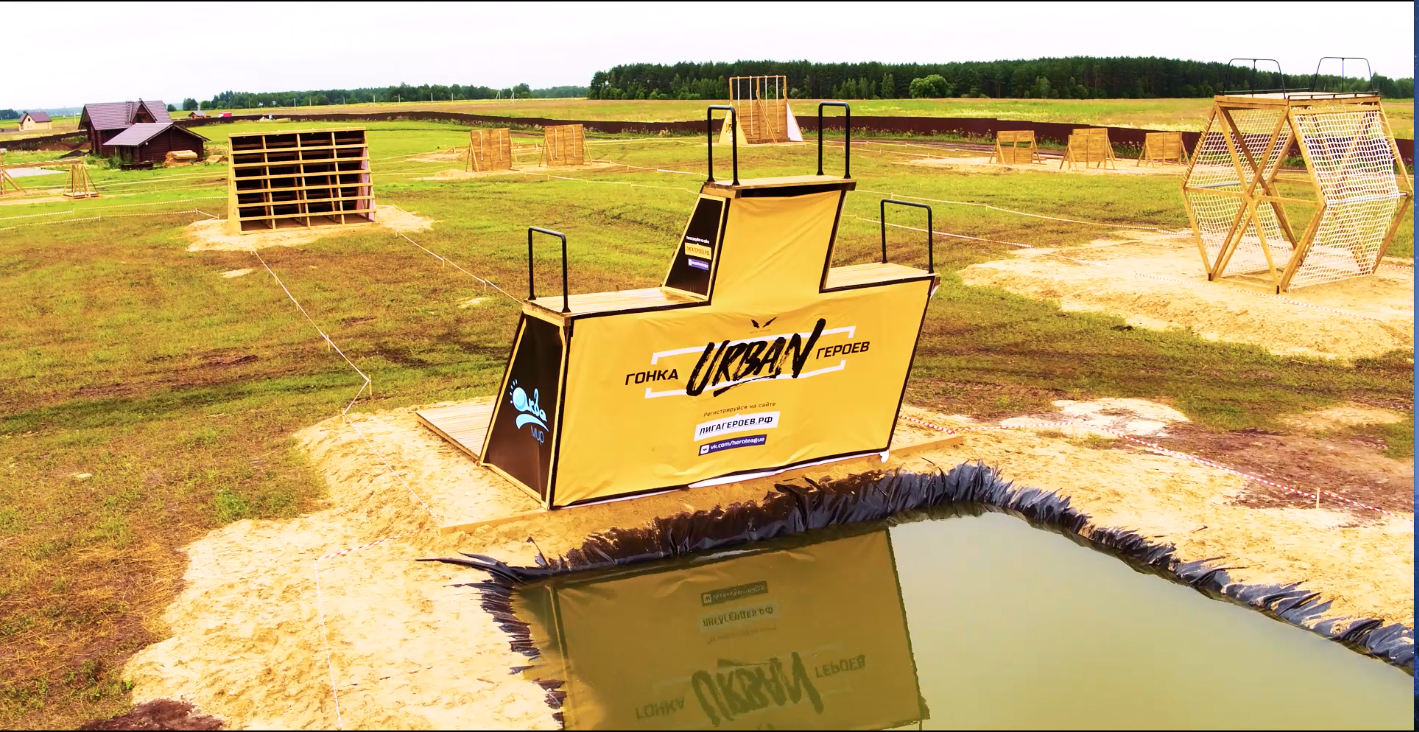

Более компактный формат классической Гонки Героев. Проводится с 2017 года в 9 регионах России (Брянск, Ростов-на-Дону, Пермь, Уфа, Москва, Санкт-Петербург , Новосибирск , Краснодар, Сочи)
Основные отличия — компактность и доступность площадки, проходная зона для болельщиков на протяжении всей трассы, сокращенное количество препятствий и протяженность трассы. Средняя длина маршрута — 2 км.

### Winterhell
Первая Гонка, организованная «Лигой Героев» в Евросоюзе, состоялась 20 января 2018 года в Германии на гоночной трассе «Нюрбургринг». В мероприятии приняли участие около 1000 бегунов из различных стран: Германии, Австрии, Бельгии, России и др.

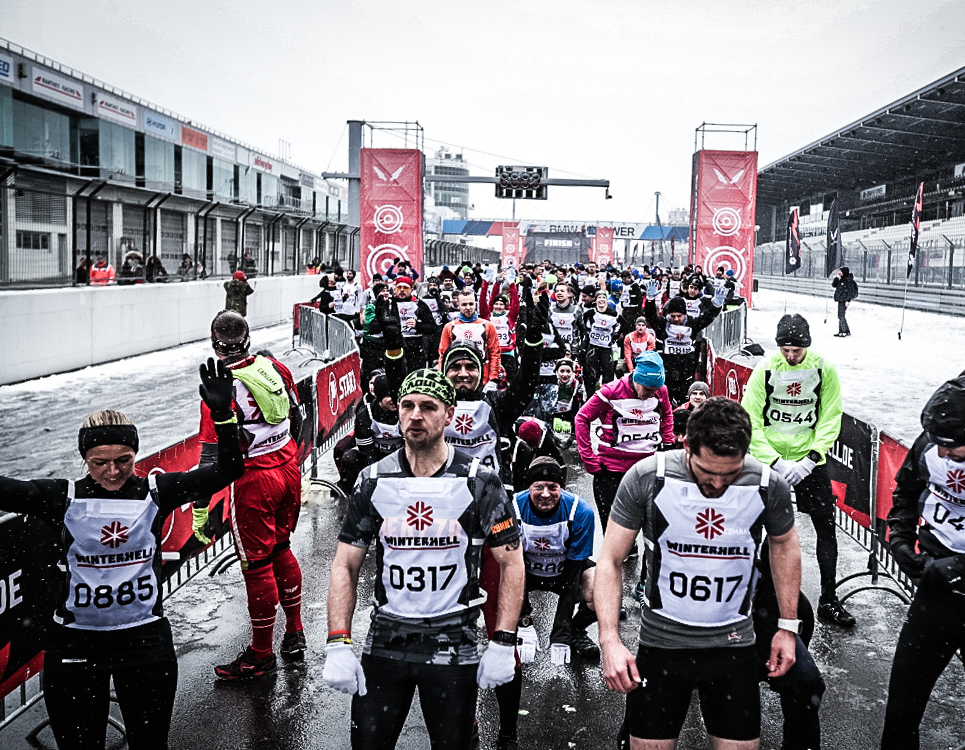

### Mubarizler
Мероприятие, впервые организованное в Баку в 2017 году на территории учебного центра МЧС. Имеет формат классической «Гонки Героев».

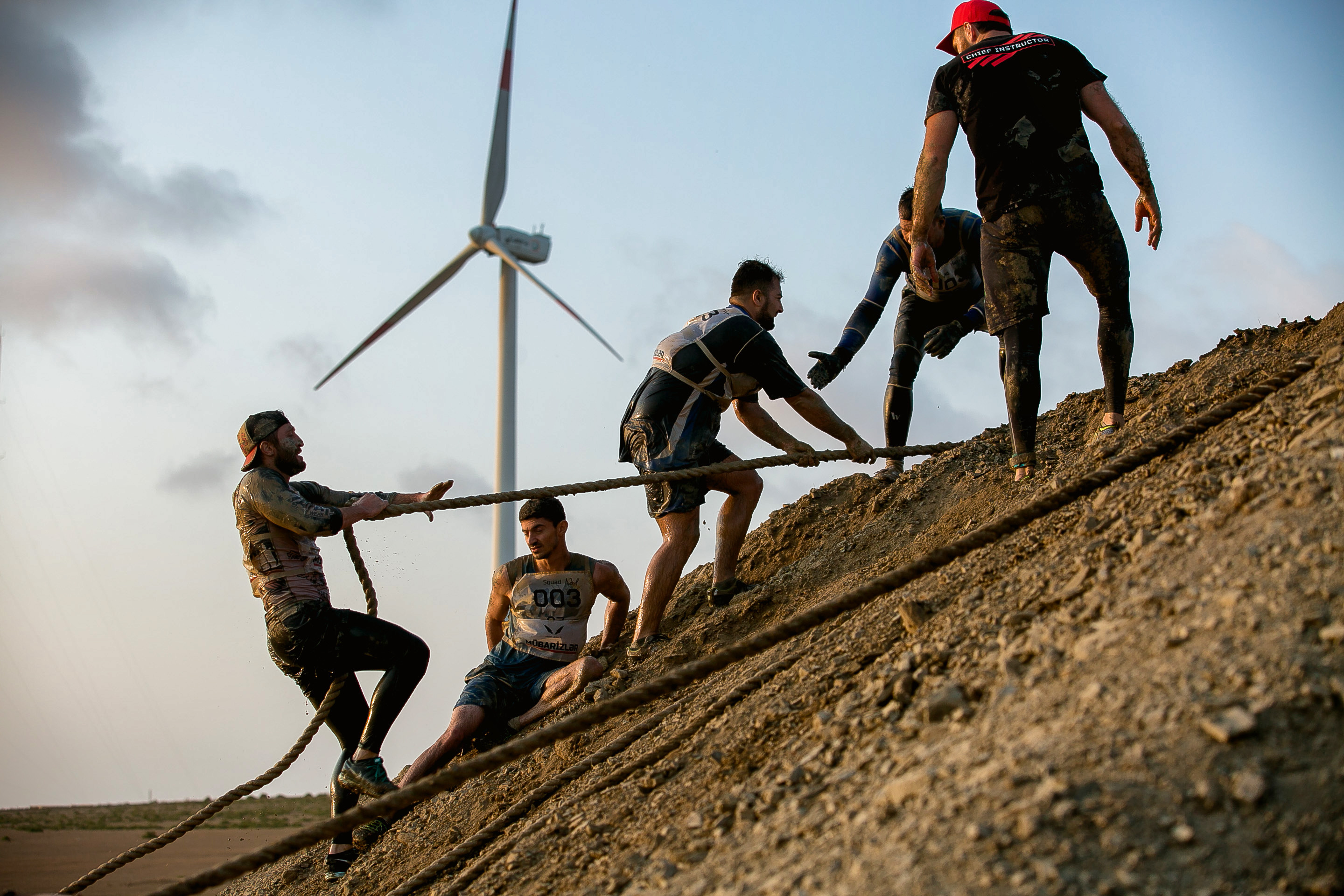
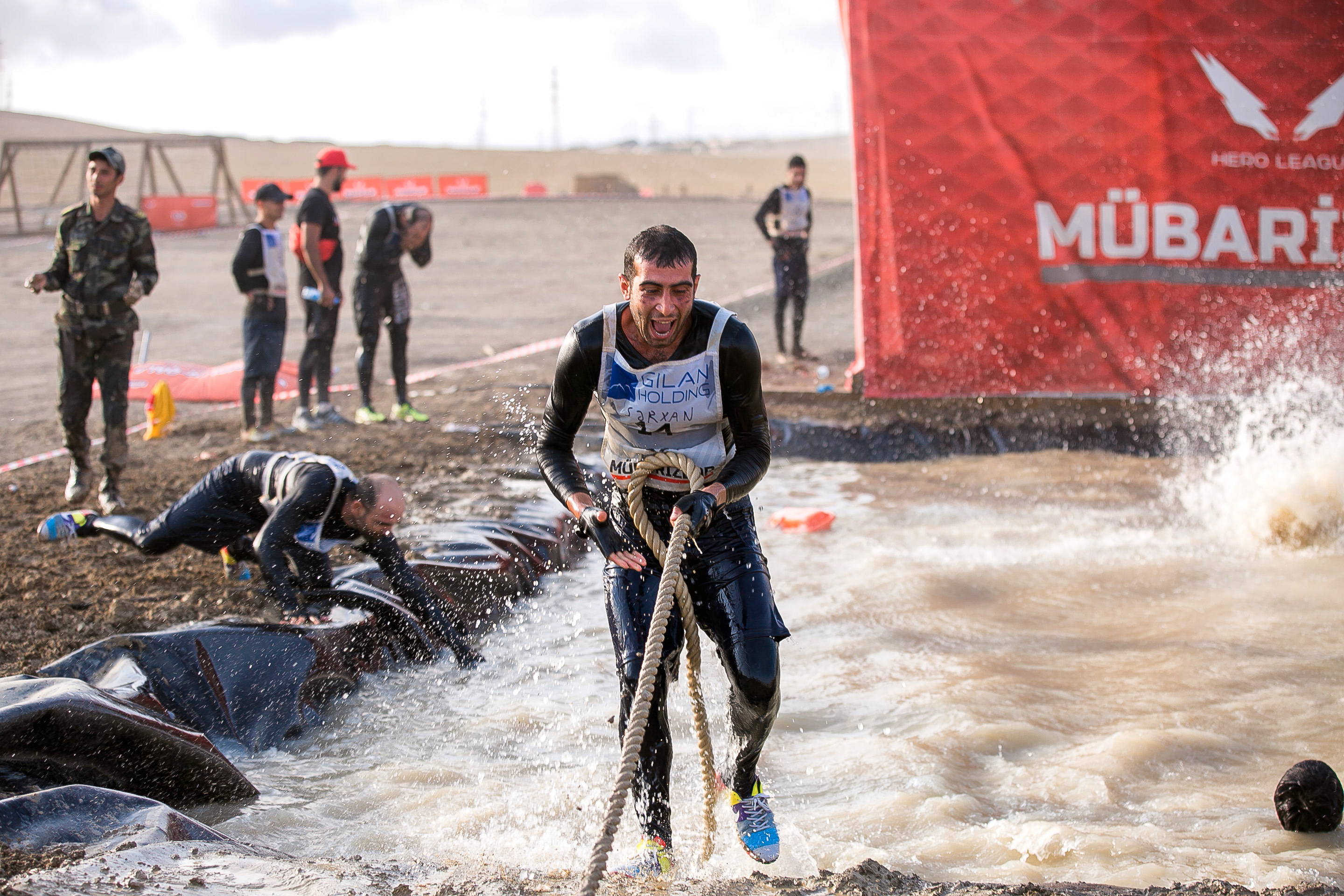

### Гонка Героев Чемпионат
Формат Гонки, проводящийся на время. Проводится также на двух локациях: на военных полигонах и на гражданских территориях. Принять участие можно в 4 форматах: индивидуальном мужском, индивидуальном женском, парном и командном.Первый официальный чемпионат России по гонкам с препятствиями прошел в 2022 году на полигоне Алабино.
В Чемпионате приняли участие около 100 сильнейших спортсменов из 24 субъектов Российской Федерации. Среди мужчин участвовали многократные призёры международных соревнований по гонкам с препятствиями Сергей Перелыгин и Егор Белоусов, российский лыжник, олимпийский чемпион 2010 года в личном спринте, российский лыжник Никита Крюков ; среди женщин Алиса Петрова и Наталья Студеникина. Лучшие участники попали в первую спортивную сборную команду по виду спорта "гонки с препятствиями". Также участникам чемпионата России, были присвоены спортивные разряды.
В сборную попали: Сергей Перелыгин, Илья Рыдаев, Олег Балацкий, Алиса Петрова, Наталья Студеникина и Светлана Филипова
Трассы, построенные на военных полигонах, остаются в ведомстве Министерства обороны Российской Федерации. На них проходят тренировки и различные соревнования для Вооруженных сил Российской Федерации.